# Trenchtown
Trenchtown – slumsy na przedmieściach stolicy Jamajki, Kingston. Swoją nazwę zawdzięcza nazwisku Daniela Powera Trencha, który był wcześniej właścicielem terenów na których państwo zbudowało osiedle dla biedoty. Trenchtown znane jest przede wszystkim jako miejsce zamieszkania Petera Tosha, Boba Marleya i Bunny’ego Wailera, założycieli jednej z najsłynniejszych grup reggae, The Wailers.
Marley poświęcił temu miejscu utwór Trenchtown Rock, jego nazwa pada również w pierwszych słowach przeboju No Woman, No Cry (I remember when we used to sit; In the government yard in Trenchtown).